# Enrico Cruciani Alibrandi
Enrico Cruciani Alibrandi (Roma, 9 luglio 1839 – Roma, 8 novembre 1921) è stato un ingegnere e politico italiano.

## Biografia
Come ingegnere partecipò ai lavori di realizzazione della linea ferroviaria Roma - Ancona. Nel 1876 fu nominato Assessore per la pubblica istruzione al Comune di Roma.
Fu Assessore facente funzioni di Sindaco di Roma, dal dicembre del 1904 al 10 luglio del 1905, quando fu eletto Sindaco di Roma, carica che conservò fino al 10 luglio del 1907.
Il 21 gennaio del 1906 fu nominato al Senato del Regno, e nel 1914 fu nuovamente eletto al Consiglio comunale di Roma.